# Ropica ceylonica
Ropica ceylonica är en skalbaggsart som beskrevs av Stefan von Breuning 1939. Ropica ceylonica ingår i släktet Ropica och familjen långhorningar.
Artens utbredningsområde är Sri Lanka. Inga underarter finns listade i Catalogue of Life.